# Front transcaucasien
Le front Transcaucasien (en russe : Закавказский Фронт, Zakavkazski front) est un front de l'Armée rouge durant la Seconde Guerre mondiale. Il comprenait en août 1941 les 44e, 47e et 53e armées et participa notamment à l'invasion anglo-soviétique de l'Iran[réf. souhaitée]. Le front transcaucasien est renommé front du Caucase en décembre 1941[réf. souhaitée]. Recréé en mai 1942[réf. souhaitée], il devient le 9 juillet 1945 les districts militaires de Tbilissi (ru) et le de Bakou.

## Composition
En juin 1945 :
- 4e armée
  - 58e corps de fusiliers
    - 68e division de fusiliers (en)
    - 75e divisions de fusiliers
    - 89e et 90e brigades de fusiliers

  - 15e corps de cavalerie
    - 1re division de cavalerie
    - 23e division de cavalerie
    - 39e divisions de cavalerie
- 45e armée
  - 261e division de fusiliers
  - 349e division de fusiliers (en)
  - 133e brigade de fusiliers
  - 55e, 69e et 116e districts fortifiés
  - 226e et 227e brigades de chars
- 12e corps de fusiliers (en)
  - 296e division de fusiliers
  - 406e division de fusiliers (en)
- 13e corps de fusiliers (en) : 
  - 392e division de fusiliers (en)
  - 94e brigade de fusiliers
- 402e division de fusiliers (en)
- 51e, 78e et 151e districts fortifiés